# King Tongue
King Tongue est un jeu vidéo de plates-formes français développé par Ankama Games sorti le 19 novembre 2015 pour mobiles. Le joueur contrôle King Tongue, le roi des singes, qui doit se défendre de l'invasion des bananes avec sa langue.

## Exploitation
King Tongue devient gratuit pour iOS en août 2018.